# Fulvio Palopoli
Fulvio Palopoli (San Vincenzo La Costa, 9 agosto 1937 – 30 luglio 2008) è stato un politico italiano.

## Biografia
Esponente del Partito Comunista Italiano, alle elezioni regionali venete del 1970 fu eletto consigliere, mentre alle amministrative del 1975 fu eletto nel consiglio comunale di Padova, divenendo capogruppo del PCI.
Ricoprì la carica di deputato per tre legislature, venendo eletto alle politiche del 1976 (11.944 preferenze), alle politiche del 1979 (9.848 preferenze) e alle politiche del 1983 (8.935 preferenze). Terminò il mandato parlamentare nel 1987.
Morì a fine luglio 2008, pochi giorni prima di compiere 71 anni.